# ハロルド・メルヴィン&ザ・ブルー・ノーツ
ハロルド・メルヴィン&ザ・ブルー・ノーツ（Harold Melvin & the Blue Notes）は、アメリカ合衆国のボーカル・グループ。フィラデルフィア（フィリー）・ソウルを代表するグループであり、そのレパートリーには、ソウル、R&B、ドゥー・ワップに、ディスコ・ミュージックも含まれる。
1950年代初頭にペンシルベニア州フィラデルフィアでハロルド・メルヴィンを中心として結成されたザ・ チャルマネーズ（The Charlemagnes）を前身とし、1972年から76年にかけて、フィラデルフィア・インターナショナル・レーベルからリリースされた数々のヒット曲によって今に記憶されるが、グループ自体はメルヴィンの死去（1997年）まで存続した。
創立者であり、初代リード・シンガーでもあったメルヴィンの名前がグループ名には冠されてはいるが、最も著名なメンバーは、全盛期のフィラデルフィア・インターナショナル時代にリード・シンガーを務めたテディ・ペンダーグラスである。

## 歴史

### 初期
1954年、かつてザ・チャルマネーズの名前で知られたグループが、ザ・ブルー・ノーツと改名される。当時のメンバーは、リード・シンガーのハロルド・メルヴィン（1939 - 1997）に、バーナード・ウィリアムス、ルーズヴェルト・ブロディー、ジェシー・ギルズJr.、フランクリン・ピーカーの5名。
ザ・ブルー・ノーツは、1960年代まで数多くのレーベルからレコードをリリースしたが、1960年の「My Hero」、65年の「Get Out (and Let Me Cry)」のスマッシュ・ヒットの他は、大きな成功を得ることは出来なかった。この間ウィリアムスがグループを去り、ジョン・アトキンスが新しいリード・シンガーとして加入した。
1970年、バックバンドに元ザ・キャデラックのテディ・ペンダーグラスがドラマーとして加入。同年アトキンスの脱退に伴い、ペンダーグラスが新しいリード・シンガーとして迎えられた。

### フィラデルフィア・インターナショナル・レーベルでの成功
1972年名プロデューサー、ギャンブル&ハフ率いるフィラデルフィア・インターナショナル・レーベルと契約し、グループ名もハロルド・メルヴィン&ザ・ブルー・ノーツとなる。メンバーもメルヴィンとテンダーグラス以外は一新され、バーナード・ウィルソン、ローレンス・ブラウン、ロイド・パークスとの5人体制となった。以後76年までの5年間に、ミリオンセラーを含む数多くのヒットシングル・アルバムが生み出されることとなる。
ブルー・ノーツの最も重要で、且つ商業的な成功も収めた作品には、例えば1972年の「二人の絆（If You Don't Know Me By Now）」 （ビルボードR&Bチャート1位・Hot100チャート3位）、 「I Miss You」（同7位・58位）、73年の「愛の幻想（The Love I Lost）」（同1位・7位）といったラブソングや、ともに75年にリリースされた社会派ソング、「Wake Up Everybody」（同1位・12位）と「Bad Luck」（同4位・15位）などがある。特に「Bad Luck」はビルボードのHot Dance Club Songs Chartでも、11週連続で1位を獲得するなど、ロングラン作品となった。同じ75年にリリースされ、彼らにとって4枚目のR&Bチャート1位シングルとなった「Hope That We Can Be Together Soon」は、前年加入した女性ヴォーカリスト、シャロン・ペイジをフィーチャーしたものである。
1975年のアルバム『Wake Up Everybody』に収録されていた「Don't Leave Me This Way」は、テルマ・ヒューストンのカバー・ヴァージョンが1977年にビルボードHot100チャートで1位となり、その後ハロルド・メルヴィン&ザ・ブルー・ノーツのオリジナル・ヴァージョンもシングルとしてリリースされ、ディスコ・ミュージック全盛期における定番の曲の一つとなった。また、「Wake Up Everybody」のアルバム・ヴァージョンはアメリカではシングル・カットされなかったが、77年にイギリスで発売されるや同国のチャートで5位に入り、結局アメリカでも2年後に12インチシングルとしてリリースされた。彼らはギャンブル&ハフと4枚のアルバムを製作し、それら全てがゴールド・ディスク（50万枚以上）を記録した。その中にはともに75年の「To Be True」（ビルボードアルバムチャート26位）と「Wake Up Everybody」（同9位）が含まれ、さらに翌年発売された「Wake Up Everybody」に主要ヒットナンバーを加えた「コレクターズ・アイテム」と呼ばれるものは、現在までに100万枚以上の売上を記録している。
これらの成功にも関わらず、グループは定期的にメンバー交代が行われていた。74年、メルヴィンはパークスに代わってジェリー・カミングスを加入させ、同時にシャロン・ペイジもメンバーに加わった。シャロンは前述の「Hope That We Can Be Together Soon」など、いくつかの作品でメイン・ヴォーカルを担当している。
まさに絶頂期であった76年、ペンダーグラスが自らのギャランティに対する不満からグループを去った。ペンダーグラスは脱退後、77年から80年までにリリースしたアルバムが全てミリオン・セラーとなるなど、ソロ・シンガーとして大きな成功を収める。その後、1982年の交通事故により、車椅子生活を余儀なくされたが、84年にアルバム『Love Language』で復活を果たし、88年のアルバム『Joy』と同名のシングルも大ヒットした。

### 後期
メルヴィンはペンダーグラスの後任のリード・シンガーとしてデヴィッド・エヴォを加入させたが、同じ頃カミングスとウィルソンもグループを去った。77年にフィラデルフィア・インターナショナルからABCレコードに移籍し、同レーベルからメルヴィン自身のプロデュースでアルバム2枚をリリースする。同年のシングル「Reaching for the World」 （ビルボードR&Bチャート7位・Hot100チャート74位）は、グループの最後のヒットナンバーとなった。
80年にMCAレコードに移り、メンバーもメルヴィンにエヴォ、新メンバーのドゥワイト・ジョンソン、ウィリアム・スプレイトリー、復帰したカミングスという顔ぶれとなる。MCAでも2枚のアルバムを製作し、まずまずの売れ行きを見せた。82年にエヴォに変わり、イギリスで活躍していたフィリー・シンガーのジル・サンダースをリード・シンガーに迎える。ペンダーグラス時代のヒット・ナンバーの何曲かがイギリスで再録音された。サンダースは92年にグループを去るが、メルヴィンは96年に脳梗塞で倒れるまでブルー・ノーツとしての活動を続けた。
1997年3月24日、メルヴィンは57歳で死去した。メルヴィンに先立つ事4年、93年にデヴィッド・エヴォは43歳で亡くなった。98年にはアトキンスが世を去り、数年の間に歴代のリード・シンガー3人が鬼籍に入った。2008年4月6日にブラウンも亡くなり、2010年にはペンダーグラス（1月13日） 、ブロディー（7月13日）、ウィルソン（12月26日）の3人が他界した。その後、2020年7月5日にシャロン・ペイジ、2021年2月4日にジル・サンダースが死去した。

### 遺産
ハロルド・メルヴィン&ザ・ブルー・ノーツは、その楽曲が最も多くカバーされたフィリー・ソウル・グループと言われる。彼らのヒットナンバーの多くが、シンプリー・レッド、デヴィッド・ラフィン、シビル・リンチ、ジョン・レジェンドと言ったミュージシャン達にカバーされている。
ジル・サンダースは解散後もソロ・シンガーとして活動を続けた。シャロンを始め、ブルー・ノーツの歴史を彩った何人かのメンバーも、メルヴィンの未亡人がマネージメントを務めるHarold Melvin's Blue Notesのメンバーとして活躍した。

## ディスコグラフィー

### アルバム
- 1972 Harold Melvin & The Blue Notes (Philadelphia International)
- 1973 Black & Blue (Philadelphia International)
- 1975 To Be True (Philadelphia International)
- 1975 Wake Up Everybody (Philadelphia International)
- 1977 Reaching for the World (ABC)
- 1977 Now Is the Time (ABC)
- 1980 The Blue Album (Source)
- 1981 All Things Happen in Time (MCA)
- 1984 Talk It Up (Tell Everybody) (Philly World)

### シングル
- 1956 "If You Love Me (Really Love Me)"
- 1957 "With This Pen" (with Todd Randall)
- 1957 "The Retribution Blues"
- 1960 "She Is Mine"
- 1960 "My Hero"
- 1960 "O Holy Nite"
- 1961 "Blue Star"
- 1961 "Shrimp Boats Are Coming"
- 1962 "W-P-L-J (White Port and Lemon Juice)"
- 1965 "Get Out (And Let Me Cry)"
- 1967 "Go Away"
- 1968 "Can't Take My Eyes Off You"
- 1969 "Hot Chills and Cold Thrills"
- 1970 "This Time Will Be Different"
- 1972 "I Miss You (Part 1)"
- 1972 "If You Don't Know Me by Now"
- 1973 "Yesterday I Had The Blues"
- 1973 "The Love I Lost (Part 1)"
- 1974 "Satisfaction Guaranteed (Or Take Your Love Back)" (A-side)
- 1974 "I'm Weak for You" (B-side)
- 1974 "Where Are All My Friends"
- 1975 "Bad Luck (Part 1)"
- 1975 "Hope That We Can Be Together Soon" (with Sharon Paige)
- 1975 "Wake Up Everybody (Part 1)"
- 1976 "Tell the World How I Feel About 'Cha Baby"
- 1977 "Don't Leave Me This Way"
- 1977 "Reaching for the World"
- 1977 "After You Love Me, Why Do You Leave Me" (with Sharon Paige)
- 1977 "Hostage"
- 1978 "Baby, You Got My Nose Open"
- 1978 "Now Is the Time"
- 1979 "Prayin'"
- 1980 "Tonight's the Night" (with Sharon Paige)
- 1980 "I Should Be Your Lover"
- 1981 "Hang on in There"
- 1983 "Time Be My Lover"
- 1984 "Don't Give Me Up"
- 1984 "Today's Your Luck Day" (featuring Nikko)
- 1984 "I Really Love You"